# Ctenopterella macrorhyncha
Ctenopterella macrorhyncha là một loài thực vật có mạch trong họ Polypodiaceae. Loài này được (Baker) Parris mô tả khoa học đầu tiên năm 2007.